# Burg Stein (Reichersberg)
Die einst mächtige Burg Stein ist eine abgegangene Höhenburg (Uferrandburg) am Minaberg, etwa zwei Kilometer flussabwärts von Reichersberg in Oberösterreich.

## Geschichte
In einer Urkunde des Stiftes Reichersberg wird die Burg erstmals 1085 erwähnt. Als ihr Erbauer wird Albuin I. († um 1090), ein Neffe Wernhers von Reichersberg, des Gründers von Stift Reichersberg aus dem Geschlecht der Askuiner, genannt. Im Dezember 1153 wurde sie vom Babenberger Herzog Heinrich II. als bayerischem Herzog und oberstem Friedenswahrer erobert und zerstört. Der Grund dürfte darin liegen, dass die Herren von Stein (Albuin II. und Erchenbert, Sohn bzw. Enkel Albuins I.) Besitzungen als Erbe beanspruchten, mit denen Wernher seine Stiftung Reichersberg beschenkt hatte, und diese Ansprüche mittels Fehden gegen das Kloster durchzusetzen versuchten.

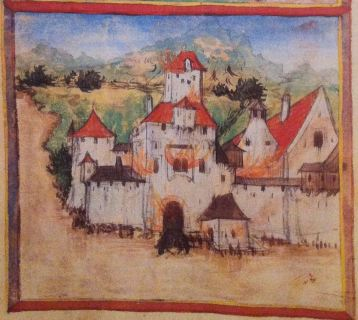
Burg Stein nach der Brevis cronica cenobii Reicherspergensis

### Heinrich von Stein-Baumgarten
Nach dem Wiederaufbau war die Burg im Besitz des Heinrich von Baumgarten, Sohn des Erchenbert von Stein. Problematisch war die Tatsache, dass Reichersberg zwar im Einflussgebiet der Diözese Passau lag, durch seinen Stifter Wernher von Reichersberg, der ein Schwager des Salzburger Erzbischofs Gebhard von Helfenstein war, aber mit dem Hochstift Salzburg in enger Verbindung stand und diesen um Schutz für seine Gründung und direkte Unterstellung unter den Salzburger Vogt gebeten hatte. 1153 konnte der Besitz von Reichersberg um das nahe Gut Münsteuer erweitert werden. Dieses Lehen wurde auch von Heinrich von Stein-Baumgarten beansprucht. Im Investiturstreit stand der Reichersberger Propst Gerhoch wie der Salzburger Erzbischof Konrad II. auf Seiten des Papstes Alexander III. und nicht auf Seiten des von der kaiserlichen Seite gewählten Gegenpapstes Paschalis III., was dem Kaiser Friedrich Barbarossa nicht gefallen konnte. Vom Kaiser wurde deshalb 1167 über Salzburg und Reichersberg die Reichsacht verhängt. Daraufhin plünderte Heinrich von Stein-Baumgarten zweimal 1166 das streitige Lehen Münsteuer und brannte auch das Stift Reichersberg 1167 nieder. Heinrich der Löwe beendete 1176 auf einem Gerichtstag in Enns den lang anhaltenden Streit zwischen Heinrich von Stein-Baumgarten und dem Stift Reichersberg.
Ende des 12. Jahrhunderts wurde die Burg Stein zerstört und danach nicht wieder aufgebaut.

## Stammliste der Edlen von Stein (Innviertel)
NN
1. Albwin I. von Stein, um 1105, † 24. Mai 1111
  1. Albwin II von Stein, um 1120/1146; ⚭ Schwanhild um 1140
    1. Arnulf, um 1140, Mönch zu Reichersberg
    2. Erkenbert von Stein, 1136/53, 1155–1157, Mönch zu Reichersberg, † 1166; ⚭ Kunigunde um 1143/1155–1157, Witwe des Heinrich I. von Baumgarten
      1. Tochter, um 1150 Nonne zu Stift Reichersberg
      2. Sohn, 1156–1157, Mönch zu Stift Reichersberg
      3. Heinrich II. von Stein, ab 1168 von Baumgarten, 1153–1154/1197; ⚭ Jutta 1197
        1. Ulrich, 1231/1248–1252, 1231 oder 1233 Probst, 1245, 1248–1252 Kanoniker zu Reichersberg
        2. Dietrich, 1226 Domherr zu Passau
        3. Heinrich, 1206/20 Domherr zu Passau
        4. Berthold, 1224/32, 1224 Domherr zu Regensburg, 1226/36 Domherr zu Passau
        5. Heinrich III. von Baumgarten, 1203, † vermutlich 1248 oder 1252
          1. Dietrich IV. von Baumgarten, 1252 nobilis vir, 1249/um 1295, † 5. November ?; ⚭ Irmgardis von Haarbach 1284
            1. Albert, liber, 1286/1322, † 1. August ?
            2. Alram, 1307, † nach 27. Februar 1327
            3. 2 Töchter, um 1295

          2. Albert, 1249, 1274/1278 Domherr zu Passau, † 19. September nach 1277
          3. Heinrich IV., 1249/um 1280, † 17. April 1286; ⚭ Agnes, 1286 Witwe
            1. Margareta, 1286
            2. Agnes, 1286

          4. Tochter, 1284/92; ⚭ Alram von Rottau, Ritter 1284, † 24. November 1292
          5. Ulrich, 1264/66, Domherr zu Passau
          6. Berthold, 1277, Domherr zu Passau

Alram von Baumgarten übergibt 1323 sein eigenes Haus Baumgarten mit Leuten und Gut seinen Oheimen, den Grafen Alram und Albrecht von Hals

Bilder vom Burgstall Stein heute
Burgplatz der Burg Stein heute
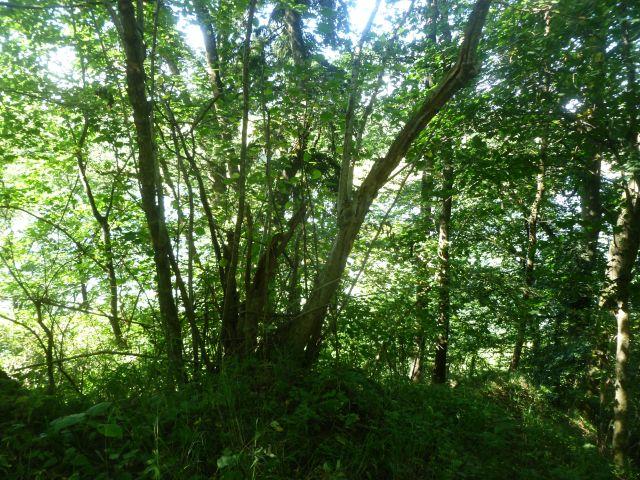
Innblick von der Burg Stein
Nordöstlicher Graben der Burg Stein
Südlicher Graben der Burg Stein

## Burg Stein heute
Ein Teil der Burg war bereits im 19. Jahrhundert in den Inn abgestürzt. Mitte des 19. Jahrhunderts stand am südlichen Zugang noch ein gemauertes Bogenstück als Überrest des einstigen Eingangstores. Die Erdsubstruktion der Burg Stein ist noch gut erkennbar. Der ebene Schlossraum umfasst ca. einen halben Hektar, wobei das Gelände durch Baumbewuchs etwas schwer erkennbar ist. Nordwestlich befindet sich ein steiler Abfall zum Inn hin, nordöstlich ist ein tiefer Graben zu einem Bächlein, das vom Minaberg zum Inn fließt, im Süden sind ein Graben sowie zwei Wälle erkennbar.
Lamprecht vermutet aufgrund von römischen Münzfunden (Kaiser Domitian und andere von Kaiser Antoninus Pius), dass hier bereits die Römer ein Uferkastell angelegt hatten.